# Formulación de pesticidas
La actividad biológica de un plaguicida o pesticida, ya sea de naturaleza química (pesticida) o biológica (biopesticida), está determinada por su ingrediente activo (AI - también llamado sustancia activa). Los productos plaguicidas rara vez consisten en la sustancia activa pura. El IA generalmente se formula con otros componentes y este es el producto que se vende, pero puede diluirse aún más durante el uso. Las formulaciones de pesticidas mejoran las propiedades de una sustancia química activa para su manipulación, almacenamiento y aplicación y pueden influir sustancialmente en la eficacia y la seguridad.

## Formulaciones solubles en agua

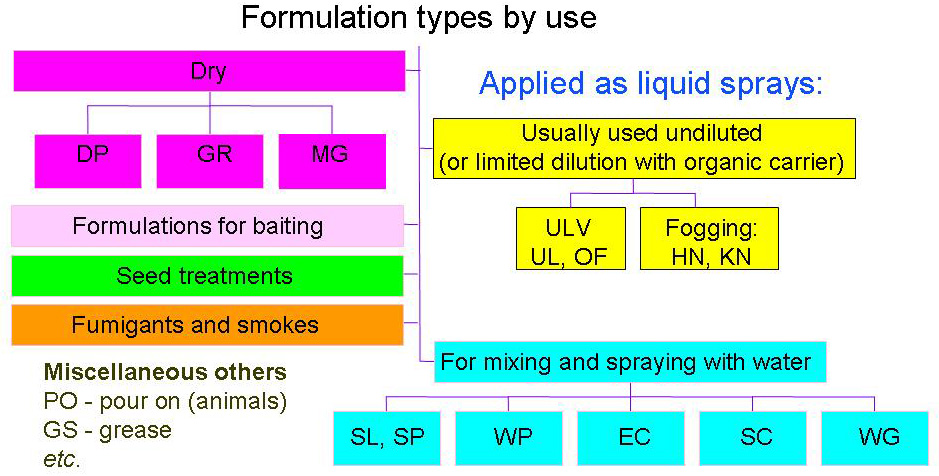

De lejos, los productos más utilizados en agricultura son las formulaciones para mezclar en agua y luego aplicarlas en forma de spray. Las formulaciones más antiguas, miscibles en agua incluyen:
- EC -->	Concentrado emulsionable (siglas del inglés, Emulsifiable Concentrate).
- WP -->	Polvo mojable (siglas del inglés, Wettable Powder).
- SL -->	Concentrado soluble (siglas del inglés, Soluble (Liquid) concentrate).
- SP -->	Polvo soluble (siglas del inglés, Soluble Powder).

Las formulaciones más nuevas, con un uso reducido o nulo de disolventes peligrosos y una estabilidad mejorada incluyen:
- SC -->	Suspensión concentrada (siglas del inglés, Suspension Concentrate).
- CS -->	Suspensión encapsualda (siglas del inglés, Capsule Suspensions).
- WG -->	Granular dispersable en agua (siglas del inglés, Water dispersible Granules).

Estas formulaciones también son cada vez más frecuentes en el sector de fertilizantes, para mejorar la aplicabilidad de los nutrientes utilizados.